# Енергетика Латвії
Латвія є чистим імпортером енергії. Первинне споживання енергії в Латвії становило 49 TWh, або 22 TWh на мільйон осіб у 2009 році.
Чистий імпорт електроенергії становить близько 1,5 млрд кВт·год за рік. З 1 січня 2015 року в Латвії відкрито ринок електроенергії, але частина тарифу для користувачів залишається регульованим.
Є запаси торфу в промисловому розмірі близько 480 млн тонн, запаси деревини. Деякі геологи припускають наявність невеликих нафтових родовищ в територіальних водах Латвії на Балтиці.

## Огляд
| | Населення (млн) | Первинна енергія (TWh) | Виробництво (TWh) | Імпорт (TWh) | Електрика (TWh) | CO2-викиди (Mt) |
| --- | --------------- | ---------------------- | ----------------- | ------------ | --------------- | --------------- |
| 2004 | 2,31            | 53,5                   | 24,9              | 35,6         | 5,9             | 7,2             |
| 2007 | 2,28            | 54,3                   | 20,9              | 35,2         | 7,0             | 8,3             |
| 2008 | 2,27            | 52,1                   | 20,8              | 32,2         | 7,0             | 7,9             |
| 2009 | 2,26            | 49,1                   | 24,4              | 31,4         | 6,5             | 6,8             |
| 2012 | 2,22            | 50,8                   | 24,1              | 33,5         | 6,72            | 7,58            |
| 2012R | 2,03            | 51,4                   | 27,2              | 31,3         | 7,30            | 7,01            |
| 2013 | 2,01            | 50,6                   | 24,9              | 30,6         | 6,99            | 6,93            |
| Зміна 2004—2009                                                                                                  | –2,2 %          | –8,3 %                 | –1,9 %            | –11,8 %      | 9,8 %           | –6,6 %          |
| Mtoe = 11,63 TWh, Первинна енергія включає втрати енергії 2012R = Критерії обчислення CO2 змінені, дані оновлено |                 |                        |                   |              |                 |                 |

## Відновлювані джерела енергії
Майже половина електроенергії, яка використовується в країні, забезпечується відновлюваними джерелами енергії. Основний поновлюваний ресурс — гідроелектростанція. У Латвії є закони, які регулюють будівництво електростанцій і планується продаж електроенергії за більш високими цінами. Це стимул для інвестицій, особливо зважаючи на той факт, що Латвія не може запропонувати великі субсидії для залучення інвестицій. Щорічно затверджується виробнича квота для кожного виду відновлюваного джерела енергії.
Латвія знаходиться на передових позиціях в ЄС з виробництва відновлюваної енергії, завдяки каскаду ГЕС на річці Даугава, що дає країні до 3 млрд кВт·год на рік (50 % від споживання), проте потенціал річки недовикористовується в розмірі близько 1 млрд кВт·год.
Є різні проєкти з нетрадиційної енергетики, наприклад (нереалізований) проєкт — Даугавпильська сонячна електростанція (4,6 МВт). На 2012 рік в країні встановлено вітроелектростанції загальною потужністю близько 47 МВт.

## Підприємництво
До компаній із покупки, транспортування, зберігання та розподілу природного газу входить Latvijas Gāze.